# Волтер Берлі Гріффін

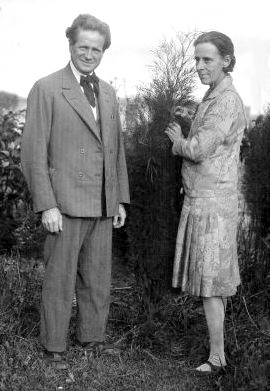
Волтер Берлі і Меріон Махоні Гріффін, 27 липня 1930

Волтер Берлі Гріффін (англ. Walter Burley Griffin, 24 листопада 1876 — 11 лютого 1937) — американський архітектор і дизайнер, найбільше відомий як автор проєкту столиці Австралії Канберри. Більшу частину життя Гріффін працював у співпраці зі своєю дружиною Маріон Махоні Гріффін.

## Біографія

### Молодість
Гріффін народився 24 листопада 1876 року в передмісті Чикаго Мейвуді в сім'ї страхового агента Джорджа Волтера Гріффін. Гріффіна з дитинства приваблював ландшафтний дизайн. Він закінчив школу в Оук-Парку, куди переїхала його родина, і поступив в університет Іллінойсу в Урбані-Шампейн на архітектурний факультет. У 1899 році Гріффін отримав ступінь бакалавра і переїхав в Чикаго. Там він два роки працював креслярем в групі чиказьких архітекторів, близьких до «Школи прерій». Молодий Гріффін схилявся перед Луїсом Генрі Саллівеном і його концепцією органічної архітектури.
У липні 1901 року Гріффін успішно склав іспит на право займатися архітектурною діяльністю в Іллінойсі тобто Він був прийнятий у фірму Френка Ллойда Райта в Оук-Парку, паралельно з дозволу Райта розробляючи власні проєкти. Першим замовленням Гріффіна став будинок друга сім'ї Гріффінів на прізвище Емері в Елмхерста (Іллінойс). Тоді ж Гріффін зробив пропозицію сестрі Райта Межінел, але отримав відмову.

### Кар'єра у США
Наприкінці 1905 року відносини Гріффіна й Райта зіпсувалися і Гріффін пішов зі студії і влаштувався в Чикаго, працюючи над приватними замовленнями. У 1909 році Райт виїхав до Європи, залишивши керівництво своєї студією Герману фон Хольст. Фон Хольст найняв Гріффіна для розробки ландшафтного дизайну для кількох будинків на Міллікін-Плейс у місті Декейтер. Під час роботи над цим замовленням Гріффін познайомився із співробітницею студії Райта талановитим архітектором Меріон Махоні, яка була на п'ять років старша від нього. Через два роки вони побралися. Надалі над усіма проєктами вони працювали разом. Однією з найбільших робіт того періоду було створення кількох приватних будинків та ландшафту в районі Рок Хрест Рок Глен в містечку Мейсон Сіті в Айові. На початку XX століття в Мейсон Сіті працювали багато архітекторів «Школи прерій», так що зараз містечко є найбільшим зібранням будівель цього стилю в природному ландшафті. Всього до 1914 року Гріффін спроєктував близько 130 будинків і ландшафтів.

### Кар'єра в Австралії

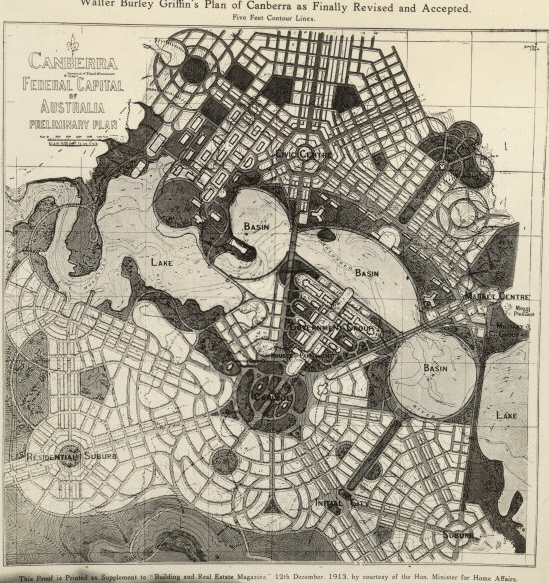
Проєкт планування Канберри

Незабаром після весілля подружжя Гріффін подали заявку на участь у конкурсі на створення планування майбутньої столиці Австралії — міста Канберра. 23 травня 1912 проєкт Гріффінів був обраний з 137 заявок. Гріффін був призначений Керуючим з дизайну й будівництва федеральної столиці ( Federal Capital Director of Design and Construction). Він пробув на цій посаді шість років, постійно відчуваючи опір з боку місцевих чиновників, які вносили зміни в його проєкти, і брак коштів. Наприкінці 1920 року Гріффін подав у відставку і більше не брав участь у будівництві міста.
Гонорари за проєкт Канберри дозволили Гріффіну відкрити архітектурну фірму в Мельбурні. 1924 року він переїхав з Мельбурна в спроєктований за його участю передмістя Сіднея Кеслкрег (англ. Castlecrag) і провів там наступні десять років. В останні роки життя Волтер і Меріон захоплювалися містицизмом, теософією антропософією.

### Кар'єра в Індії
У 1935 році Гріффін переїхав в Індію: Гріффін отримав замовлення на будівлю бібліотеки університету в Лакхнау (англ. University of Lucknow). Проєкт не був реалізований, але Гріффін полюбив Індію і залишився там, надто що в Індії він отримував досить багато замовлень. У квітні 1936 року до нього переїхала і Меріон.
Волтер Берлі Гріффін помер від перитоніту 11 лютого 1937 року в лікарні Лакхнау через п'ять днів після операції. Він був похований на місцевому християнському кладовищі. Меріон завершила будівництво штаб-квартири видавництва Pioneer Press, над яким Гріффін працював перед смертю, а потім повернулася в Австралію.

### Біографії
- Біографія [Архівовано 26 серпня 2019 у Wayback Machine.] на сайті Walter Burley Griffin Society Incorporated
- Біографія [Архівовано 29 вересня 2021 у Wayback Machine.] на сайті Public Broadcasting Service
- Біографія [Архівовано 25 травня 2011 у Wayback Machine.] в Австралійському біографічному словнику